# Vambrace: Cold Soul
Поручі: Холодна душа (англ. Vambrace: Cold Soul) — фентезійна пригодницька гра серед заморожених ландшафтів, розроблена Devespresso Games і видана Headup Games 28 травня 2019 року для Microsoft Windows, Mac Os X, SteamOs+Linux.

## Сюжет
Король Тіней прокляв величне місто Крижень. Під дією прокляття вічної мерзлоти його колишні мешканці повстали з мертвих у подобі очманілих привидів. Кому поталанило, то ті заховалися глибоко під землею, звідки ведуть відчайдушну боротьбу супроти цієї неземної сили. Сили уцілілих мешканців міста не можна зрівняти з чарами Короля Тіней, тож вони змушені переховуватися, поки Король Тіней продовжує збирати армію немертвих над ними. Одного доленосного дня у місті з'являється таємнича незнайомка із зачарованими поручами. Вона може бути їхньою останньою надією на порятунок…

## Ігровий процес
Ви — Евелія Лірика, власниця Етерних поручів та єдина людина, спроможна увійти в місто дворфів Крижень. Уцілілі дивляться на вас, як на останню їхню надію та єдиний шанс здолати Короля Тіней. Проблема лишень у тому, що… ворожі сили перевищують ваші, і виживання не гарантується.
Vambrace: Cold Soul — сюжетна гра з пам'ятними персонажами, жорстокими випробуваннями та продуманою стратегією. Протягом гри ви маєте обирати гідних супутників, таборитися для відновлення сил, переживати дивні зустрічі та виживати у смертельних битвах. Завершення гри залежить лише від гравця. В деяких ключових моментах є розгалуження, що призводять до різних кінцівок гри.

## Особливості
- Вирушайте у неймовірну пригоду, що триватиме декілька десятків ігрових годин.
- Понад два десятки різних костюмів головної героїні.
- П'ять рас і 10 класів рекрутів.
- Створення різноманітних предметів спорядження та артефактів.
- Розробка стратегій боїв та походів врятує вашу команду або приведе до загибелі.
- Різноманітні підказки, що містяться на розкиданих по всій грі сторінках з містичного кодексу.

На створення Vambrace надихали:
- Darkest Dungeon
- The Coma: Recut
- Castlevania

## Оцінки й відгуки
Початково негативно сприйнята фанатами Darkest Dungeon. Внаслідок шанобливого відношення до відгуків спільноти розробниками внесено значні зміни протягом першого місяця після релізу, внаслідок чого негативні відгуки зникли повністю або були змінені авторами на позитивні.
| Агрегатор    | Оцінка |
| ------------ | ------ |
| GameRankings | 58%    |
| Metacritic   | 61/100 |